# 濱田めぐみ
濱田 めぐみ（はまだ めぐみ、1972年8月2日 - ）は日本のミュージカル女優。
福岡県北九州市出身。ホリプロ・ブッキング・エージェンシー所属。
1995年から2010年まで劇団四季に所属。さまざまな作品で主役を演じており、劇団の代表的な女優の一人であった。

## 略歴
幼いころから歌うことが大好きで、中学3年生の時に『キャッツ』を見てミュージカルをやりたいと思うようになる。九州国際大学付属高等学校卒業後、本屋のアルバイトで資金をため上京。舞台芸術学院に進学し、卒業後は憧れのミュージカル女優土居裕子の在籍する音楽座に在籍（解散直前に退団する）。
1995年に行われた劇団四季のオーディションに3回目で合格（ただし、その内の1回は公演に出演するための辞退である）。1996年1月31日、『美女と野獣』ヒロインのベル役でデビュー。入団3ヶ月弱での異例の抜擢だった。1998年より、『ライオンキング』日本初演キャストに選ばれヒロインのナラ役を演じる。CD録音にもナラ役で参加。
2003年より、ディズニーミュージカル第3弾『アイーダ』日本初演キャストに選ばれタイトル・ロールのアイーダを演じる。CD録音にもアイーダ役で参加。また、濱田の劇団四季最後の舞台も、初演の地大阪で2011年3月より凱旋公演が行われた『アイーダ』タイトル・ロールだった。のちに2ndコンサート『Rouge』において、本人が「アイーダは1000回以上演じた」と語っている。
2006年、初のストレートプレイとなる『鹿鳴館』にて大徳寺顕子役を演じる。その後ストレートプレイでは『ブラックコメディ』においてヒロインのキャロルを演じた。2007年より、ブロードウェイミュージカル『ウィキッド』日本初演キャストに選ばれヒロインの一人であるエルファバ役を演じた。CD録音にもエルファバ役で参加。2010年より、ミュージカル『マンマ・ミーア!』にて自身初の母親役、ヒロインのドナ役を演じた。
2011年8月17日の日刊スポーツで15年間在籍した劇団四季を2010年12月付けで退団していたこと、2012年1月から『俺たちに明日はない』を原作とした日本初演ミュージカル『ボニー&クライド』に出演することが発表された。
2012年7月10日 - 12日、天王洲 銀河劇場にて初のソロコンサート『濱田めぐみ 1stコンサート』が開催された。チケット発売開始5分で5公演全席が完売（所属事務所発表）し、立見が出る盛況となった。コンサート初日の2012年7月10日、フランク・ワイルドホーンのプロデュースによる濱田めぐみ初のオリジナルアルバム「Attitude」が、コンサート会場及びファンクラブにてリリースされた。同年9月26日に一般発売開始。
フランク・ワイルドホーンが音楽を手掛けたミュージカル『ジキルとハイド』のルーシー役、ミュージカル『アリス・イン・ワンダーランド』の日本初演マッドハッター役、ミュージカル『シラノ』のヒロイン ロクサーヌ役、ミュージカル『モンテクリスト伯』日本初演ルイザ役をはじめ、田尾下哲 演出の『Songs for a new world』日本初演、ミュージカル『二都物語』日本初演マダム・ドファルジュ役など、劇団四季退団後もミュージカルを中心に活躍中。
2014年3月 - 4月に日生劇場で日本初演を迎えたミュージカル『ラヴ・ネヴァー・ダイズ』では、ヒロインのクリスティーヌ・ダーエ役の一人として出演し、ヘッドボイスの発声が求められる同役で新境地を開拓。同年6月、ミュージカル『カルメン』（天王洲銀河劇場）日本初演において、劇団四季退団後初の単独主演でタイトルロールのカルメンを演じた。11月 - 12月にはミュージカル『アリス・イン・ワンダーランド』再演でもマッドハッター役を演じた。
2015年は1月 - 2月に山本耕史主演のミュージカル『メンフィス』日本初演に、ヒロインのフェリシア役で出演。同年4月からは『『デスノートThe musical』』世界初演に死神レム役で出演、7月からは『サンセット大通り』に安蘭けいとのダブルキャストで主演。10月からはミュージカル『スコット&ゼルダ』日本初演にヒロインのゼルダ・セイヤー役で出演。相手役はウエンツ瑛士。
2016年は、1月9日・10日に六本木EXシアターにて「濱田めぐみ 20周年記念コンサート」を開催。全3公演の完売を受け、1月18日にはオーチャードホールにてアンコール公演を開催。2月24日にデビュー20周年記念アルバム『Campanulla』が発売。3月 - 4月はミュージカル『ジキル&ハイド』再演のルーシー役、6月には初のソロ・ミュージカル『Tell Me on a Sunday 〜サヨナラは日曜日に〜』、8月には帝国劇場にて初演されたミュージカル『王家の紋章』アイシス役、11月は天王洲アイル銀河劇場 等にてミュージカル『マーダー・バラッド』日本初演 ナレーター役で出演。
2017年は、1月 - 2月にミュージカル『フランケンシュタイン』日本初演にエレン／エヴァ役で出演。4月にはミュージカル『王家の紋章』再演に、9月に『デスノートThe musical』再演に出演。
同年4月に公開された映画『美女と野獣』ではプレミアム吹き替え版 のキャストとして、マダム・ド・ガルドローブ（タンス夫人）役の声を担当。
2018年はミュージカル『メリー・ポピンズ』日本初演でタイトルロールのメリーポピンズを演じた。
2019年はミュージカル『ラヴ・ネヴァー・ダイズ』の再演にて、再びヒロインのクリスティーヌ・ダーエ役を、ミュージカル『レ・ミゼラブル』には初出演し、ファンテーヌ役を務める。また、ミュージカル『サンセット大通り』再演にて、再び主演のノーマ・デズモンド役を演じた。

## 人物
- オリジナルキャストとしてヒロインを演じた『ライオンキング』『アイーダ』『ウィキッド』はCDレコーディングにも参加している。
- 雑誌「ミュージカル」にて、2012年と2016年2018年にそれぞれミュージカル・ベストテンの女優部門で第1位に選ばれた。 [2] [3]
- プライベートについて、2013年3月29日に出演した『大竹まことのゴールデンラジオ』で「結婚していますか?」の問いに、「はい、しています。」と答えている（2017年現在は不明）。
- ミュージカル『カルメン』タイトルロール、ミュージカル『メンフィス』フェリシア・ファレル役が評価され、2015年4月に第40回菊田一夫演劇賞を受賞。
- 主演したミュージカル「スコット&ゼルダ」などが評価され、平成27年度第66回文化庁芸術選奨 演劇部門 文部科学大臣賞を2016年3月に受賞。贈賞理由は次の通り。

| 「                                | 『抜群の歌唱力でミュージカル界をけん引している濱田めぐみ氏は、演技力を充実させて平成27年驚くべき成果を上げた。「スコット&ゼルダ」では追憶と現在という二つの世界を演じ分け、「サンセット大通り」でも見せたように栄光の中に生きる強烈な魂を表現して圧倒的な力を見せた。一瞬一瞬を濃密に熱くそして丁寧に生きることができるのは、本人が激しく燃える魂を持ち合わせているからだろう。その異彩は魂の奥から輝いている。』 | 」 |
| —文化庁（文化庁ホームページより） | |    |

- 2016年に出演したミュージカル『ジキル&ハイド』のルーシー役、及びソロミュージカル『Tell me on a sunday 』が評価され、2017年1月19日に読売演劇大賞女優賞へのノミネートが発表された。ノミネート理由は次の通り。

| 「        | 『圧倒的な歌唱力と演技力を示した。役柄に応じて変わりうる柔軟性を持っておりパワーを感じさせる、と称賛された。長年ミュージカルの第一線で活躍し続けた功績を称える声もでた。』 | 」 |
| —読売新聞 | |    |

- 2017年3月に、第24回読売演劇大賞優秀女優賞を受賞。

## 作品

### CD
- 劇団四季「ライオンキング」（1999年7月28日） - ナラ 役
- 劇団四季「アイーダ」（2004年6月9日） - アイーダ 役
- 劇団四季「ウィキッド」（2008年7月23日） - エルファバ 役
- 濱田めぐみ 「Attitude」（2012年9月26日）
- ミュージカル「アリス・イン・ワンダーランド」（2013年3月1日） - 帽子屋 役
- 笹本玲奈「Magnifique」（2013年5月1日） ※ゲスト
- ミュージカル「モンテ・クリスト伯」（2014年4月14日） - 女海賊ルイザ 役
- 田代万里生「I am here 〜Musical selection〜」（2014年10月29日） ※ゲスト
- 「デスノートThe musical」（2015年7月25日） - レム 役
- 濱田めぐみ 20周年記念アルバム「Campanulla」（2016年2月24日）
- ミュージカル「ジキル&ハイド」 2016年版（2016年6月28日）- ルーシー　役
- 福井晶一ファーストソロアルバム「Blessing」（2017年3月1日） ※ゲスト

### DVD
- 劇団四季「ミュージカル李香蘭」（2009年1月23日） - 川島芳子 役
- 濱田めぐみドキュメンタリーフィルム「No try.Do!」（2012年11月21日）
- 『Megumi Hamada LIVE 2013 -COZY-』（2014年1月）

## 出演

### 舞台
※ 太字はヒロイン。

#### 音楽座所属時代
- とってもゴースト (1994年）- モデル 役
- シャボン玉とんだ宇宙までとんだ (1995年）- 里美 役
- マドモアゼル・モーツァルト（1996年）

#### 劇団四季所属時代
- 美女と野獣 - ベル 役
- キャッツ - ジェリーロラム＝グリドルボーン 役
- クレイジー・フォー・ユー - ポリー・ベーカー 役
- ライオンキング - ナラ 役
- ミュージカル李香蘭 - 川島芳子 役
- 劇団四季 ソング&ダンス　オーヴァー･ザ・センチュリー - 女性シンガー 役
- 異国の丘 - 李花蓮 役
- アスペクツ・オブ・ラブ - ジュリエッタ・トラパーニ 役
- アイーダ - アイーダ 役
- 鹿鳴館 - 大徳寺顕子 役
- ウィキッド - エルファバ 役
- ブラックコメディ - キャロル・メルケット 役
- マンマ・ミーア! - ドナ・シェリダン 役

#### 劇団四季退団後
- ミュージカル『ボニー&クライド』（2012年1月） - ボニー 役
- ミュージカル『ジキル&ハイド』（2012年3月 - 4月、2016年3月） - ルーシー 役
- ミュージカル『Songs for a new world』（2012年8月）
- ミュージカル『アリス・イン・ワンダーランド』（2012年11月 - 12月、2014年11月 - 12月） - 帽子屋 役
- ミュージカル『シラノ』（2013年1月 - 2月） - ロクサーヌ 役[# 1]
- ミュージカル『二都物語』（2013年7月 - 8月） - マダム・ドファルジュ 役
- ミュージカル『モンテ・クリスト伯』（2013年12月） - 女海賊 ルイザ 役[# 1]
- ミュージカル『ラブ・ネバー・ダイ』（2014年3月 - 4月、2019年1月 - 2月） - クリスティーヌ・ダーエ 役[# 2]
- ミュージカル『カルメン』（2014年6月） - カルメン 役
- ミュージカル『メンフィス』（2015年1月 - 2月、2017年12月） - フェリシア・ファレル 役
- ミュージカル『DEATH NOTE』（2015年4月 - 5月、2017年6月 - 9月） - レム 役
- ミュージカル『サンセット大通り』（2015年7月 - 8月、2020年3月） - ノーマ・デズモンド 役[# 3]
- ミュージカル『スコット&ゼルダ』（2015年10月 - 11月） - ゼルダ・セイヤー 役
- ソロ・ミュージカル『Tell Me on a Sunday』（2016年6月） - エマ 役[4]
- ミュージカル『王家の紋章』（2016年8月、2017年4月 - 5月） - アイシス 役[5][6]
- ミュージカル『マーダー・バラッド』（2016年11月） - ナレーター 役 [7]
- ミュージカル『フランケンシュタイン』（2017年1月 - 2月）　- エレン / エヴァ 役[8]
- ミュージカル『メリー・ポピンズ』（2018年3月 - 5月、2022年3月 - 6月、2026年3月 - 6月） - メリー・ポピンズ 役[# 4][9][10][11]
- メタルマクベス「ディスク1」（2018年7月 - 、IHIステージアラウンド東京） - ランダムスター夫人 役[12]
- 恋を読む『逃げるは恥だが役に立つ』（2019年、ヒューリックホール東京） - 土屋百合 役
- ミュージカル『レ・ミゼラブル』（2019年4月 - 9月、2021年5月 - 7月） - ファンテーヌ 役
- ミュージカル『シャボン玉とんだ宇宙までとんだ』 (2020年1月 - 2月) - 春江役
- ミュージカル『THE ILLUSIONIST』（2021年1月27日 - 1月29日） - ジーガ役[# 5]
- ミュージカル『アリージャンス』（2021年3月12日 - 4月25日） - ケイ役
- ミュージカル『オリバー！』 (2021年10月 - 11月) - ナンシー役
- ミュージカル『COLOR』 (2022年9月) -“母”役
- ミュージカル『バンズ・ヴィジット』(2023年2月 - 3月) - ディナ役[13]
- ミュージカル『ジョン&ジェン』（2023年12月） - ジェン 役
- ミュージカル『カムフロムアウェイ』（2024年3月-5月）-ビバリー他
- ミュージカル『ビリー・エリオット〜リトル・ダンサー〜』（2024年7月 - 11月） - ウィルキンソン先生 役[14]
- ミュージカル『イリュージョニスト』（2025年3月 - 4月） - ジーガ 役[15]
- ミュージカル『ある男』（2025年8月 - 9月〈予定〉） - 後藤美涼 役[16][17]
- 『デスノート THE MUSICAL』（2025年11月 - 2026年1月〈予定〉） - 死神レム 役[18][19]

### コンサート・ライブ
- 濱田めぐみ　1stコンサート（2012年7月10日 - 12日）
- 濱田めぐみ　2ndコンサート〜Rouge〜（東京・2013年4月25日 - 29日、大阪・5月3日）
- 『KING&QUEEN』鹿賀丈史×濱田めぐみ ミュージカルコンサート（2014年8月 - 9月）
- ミュージカル・ミーツ・シンフォニー2014 秋公演（2014年10月）
- 濱田めぐみ 20周年記念コンサート（2016年1月9日・10日、1月18日）
- ミュージカル・ミーツ・シンフォニー2016（2016年4月2日・3日）
- デスノート The コンサート （2017年3月4 - 5日・11日）
- ドリーム・キャラバン 2023 with シンフォニック・ジャズ・オーケストラ（2023年11月18日）[20]
- CONCERT「THE BEST New HISTORY COMING」（2025年2月26日）[21][22]

### テレビドラマ
- 親バカ青春白書（2020年、日本テレビ） - 前田のおばちゃん 役[23]
- 家政夫のミタゾノ 第7シーズン 第4話（2025年2月4日、テレビ朝日） - 工藤綾子 役[24]

### 吹き替え
- 美女と野獣（2017年、マダム・ド・ガルドローブ）[25]
- ラプンツェル ザ・シリーズ（2017年、ルースレス・ルース）
- ウィッシュ（2023年）

### テーマパーク
- 東京ディズニーシー10周年テーマソング『It'll Be Magical!』日本語版（2011年）歌唱
- サンリオピューロランド「Miracle Gift Parade」（2015年 - 、闇の女王 長女ノッテ）声優

### ラジオ
過去
- oggi otto Music Shampoo（2022年4月 - 2024年3月、FM大阪）[# 6][26][27][28]

## 受賞歴
- 第40回菊田一夫演劇賞・演劇賞
- 第66回芸術選奨文部科学大臣賞演劇部門
- 第24回読売演劇大賞優秀女優賞